# Perspektive Bibliothek
Perspektive Bibliothek ist eine deutschsprachige bibliothekarische Fachzeitschrift für bibliothekarische und informationswissenschaftliche Themen. Sie wurde 2012 gegründet und erscheint in zwei Ausgaben pro Jahr als Open-Access-Zeitschrift.
Die Artikel der Autoren, die die theoretische Referendarsausbildung an der Bibliotheksakademie Bayern absolvieren, basieren auf einer schriftlichen Arbeit, die im Rahmen der theoretischen Ausbildung erstellt wurde. 